# Sousoší Víry se sochami sv. Jana a sv. Pavla (Český Dub)
Sousoší Víry se sochami sv. Jana a sv. Pavla, často označované jako sousoší U tří svatých, se nachází v Českém Dubu v okrese Liberec jižně od centra města na levém břehu Jedštědky v městské části Český Dub III - Dolní Předměstí. Barokní sousoší je zapsané jako kulturní památka v Ústředním seznamu nemovitých kulturních památek České republiky.

## Historie
Sousoší je součástí trojice obdobných děl,  která byla zhotovena v roce 1714 z popudu abatyše augustiniánského kláštera sv. Jakuba ve Vídni (St. Jakob auf der Hülben) jako vyjádření vděku za vítězství křesťanských vojsk nad Turky při obléhání Vídně v roce 1683. 

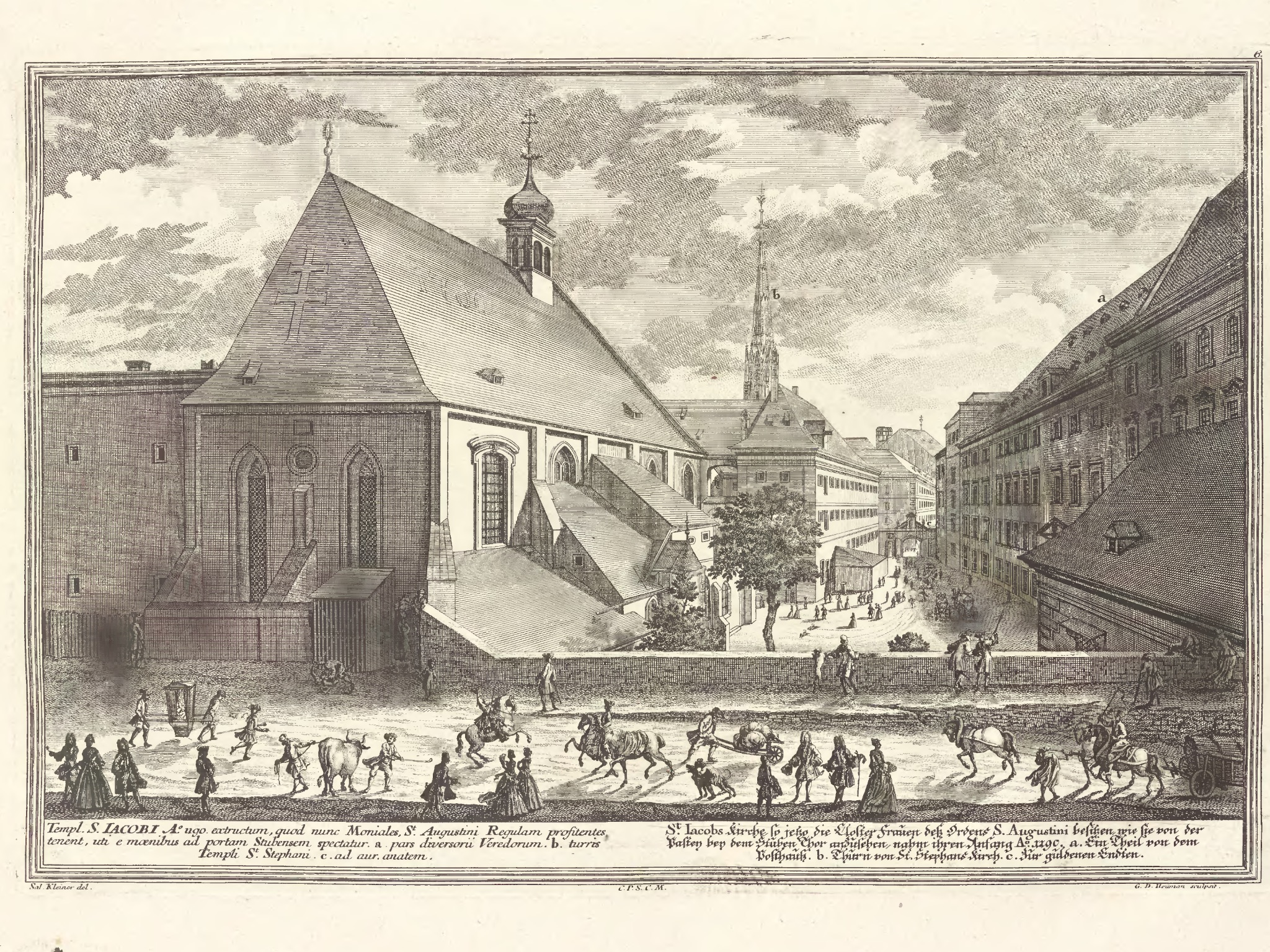
Vídeňský klášter sv. Jakuba s kostelem v roce 1724

Tato sousoší byla umístěna v Českém Dubu, Hodkovicích nad Mohelkou a v Osečné na území dubského panství, které tehdy patřilo augustiniánskému řádu, respektive vídeňskému ženskému augustiniánskému klášteru sv. Jakuba.
Klášter sv. Jakuba se nacházel ve čtvrti Stubenviertel ve vídeňském vnitřním městě (pozdější 1. vídeňský okres). První písemná zmínka o tomto klášteře je z roku 1236. Klášter, který ležel blízko městských hradeb, byl ohrožen již při prvním tažení Turků k Vídni v roce 1529. Při druhém tureckém obležení Vídně v roce 1683 musely řeholnice uprchnout do Lince, odkud se vrátily až v roce 1684. 

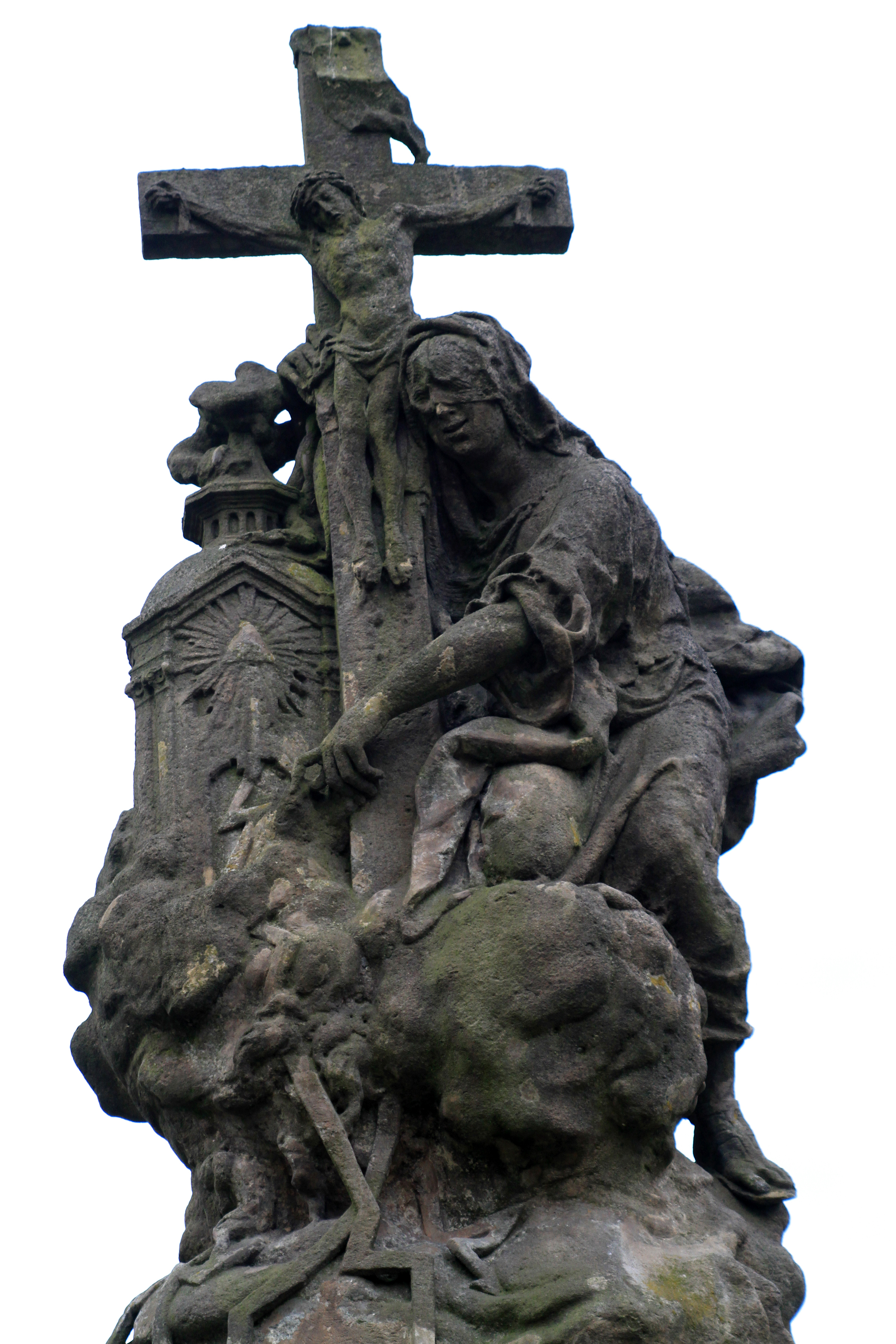
Ústřední postava sousoší

V roce 1714, kdy bylo rozhodnuto o umístění několika sousoší na českodubském panství v Čechách jako upomínky na události z roku 1683 a poděkování za ochranu Vídně před Turky, se stala abatyší kláštera sv. Jakuba Augustina von Puchheim. Ta mimo jiné později též rozhodla o zrušení školní výuky ve svém klášteře. Bylo to rozhodnutí osudové. Jelikož podle tezí pozdějších josefínských reforem klášter tak nepřinášel žádný užitek pro veřejnost, došlo v roce 1783 k jeho zrušení, vyhnání řeholnic, následnému zboření budov a k prodeji bývalých klášterních pozemků. Dubské panství tak připadlo rakouskému státu a posléze je získali Rohanové.

## Popis
Českodubské sousoší stojí v Dolním Předměstí na malém návrší na rohu ulic Prouskovy a Na Zhůrách. Na mohutném a bohatě členěném podstavci jsou umístěny tři pískovcové sochy. Prostřední ženská postava, objímající kříž, je personifikací Víry, po stranách stojí sochy římských vojáků a mučedníků svatého Jana a svatého Pavla. Na prostředním, největším podstavci je umístěna alegorická socha Víry v podobě ženské postavy s rouškou přes oči. Tato postava klečí pod krucifixem na skále  po níž šlehají blesky jako znamení Boží přítomnosti. Z druhé strany kříže, který žena objímá oběma rukama, se nachází vyobrazení chrámu se symbolem Božího oka v tympanonu. V minulosti byla tato ústřední postava sousoší mylně popisována jako zpodobnění svaté Luitgardy, případně svaté Heleny nebo svaté Maří Magdalény.
Z čelního pohledu na sousoší je na jeho pravé straně  umístěna socha sv. Jana a na levé sv. Pavla. Na nástavcích pod nohama světců jsou uvedena jejich jména „S. IOANNES“ a „S. PAULUS“.  Svatý Jan a svatý Pavel jsou vyobrazeni ve vojenském odění a v rukou drží zlacené meče. Podstavec pod sochami tvoří tři dynamicky ztvárněné a v zadní části propojené fundamenty. Podstavec pod sochou Víry je nejvýraznější a nejmohutnější, tvoří jej zdobně provedený  dřík s nikou a hlavice se segmentovou římsou, krajní podstavce jsou provedeny jednodušeji. Další dvě barokní díla, umístěná v Hodkovicích nad Mohelkou a v Osečné, jsou s českodubským sousoším  tematicky i kompozičně totožná.  Všechna tři sousoší byla postavena místech, odkud je daleký výhled na Ještěd. Vytvoření těchto sousoší bývá někdy připisováno dílně známého barokního sochaře Matyáše Bernarda Brauna.
Podél levého břehu Ještědky vede kolem českodubského sousoší Víry trasa žitavské větve Svatojakubské poutní cesty. Žitavská trasa, která byla slavnostně otevřena v roce 2008, kopíruje starou poutní a obchodní cestu ze Žitavy do Prahy. Poutní cesta přechází na české území v Hrádku nad Nisou a dále pokračuje přes Kryštofovo Údolí, Český Dub, Mohelnici, Mnichovo Hradiště, Mladou a Starou Boleslav až do Prahy, kde navazuje na Všerubskou trasu Svatojakubské cesty.